# Afrikaanse boommuis
De Afrikaanse boommuis (Dendromus vernayi)  is een zoogdier uit de familie van de Nesomyidae. De wetenschappelijke naam van de soort werd voor het eerst geldig gepubliceerd door Hill & Carter in 1937.

## Verspreidingsgebied
De soort wordt aangetroffen in Angola.